# 小行星9853
小行星9853（英語：9853）是一颗围绕太阳公转的小行星。1991年1月7日，天文学家罗伯特·H·麦克诺特在赛丁泉山发现了此天体。
这颗小行星的绝对星等为173.1169425318978等。